# Schiefe Schlachtordnung

Schiefe Schlachtordnung

Die Schiefe Schlachtordnung ist eine im 4. Jahrhundert v. Chr. entwickelte militärische Taktik der Gefechtsführung, bei welcher der eine Flügel des Heeres auf Kosten des anderen massiv verstärkt wird. Die Taktik hat das Ziel, gegenüber einem zahlenmäßig stärkeren Gegner eine punktuelle Überlegenheit zu erreichen, um so eine Entscheidung zu erzwingen. Eine ihrer letzten Anwendungen in der klassischen Form erfolgte am 5. Dezember 1757 durch preußische Truppen in der Schlacht bei Leuthen.
Bei der Schiefen Schlachtordnung wird ein Zusammenprall der Gegner auf breiter Front vermieden. Der verstärkte Flügel wird nach vorne geschoben, während der andere, geschwächte, nur hinhaltend kämpft und die Feindberührung verzögert oder vermeidet. Durch die Massierung auf einer Seite wird im Erfolgsfall der Einbruch in die gegnerische Front erzwungen und diese dann durch Einschwenken nach innen von der Flanke her aufgerollt.
Diesen taktischen Vorteil kann der Gegner auch durch zahlenmäßige Überlegenheit nicht mehr wettmachen, zumal dann, wenn die taktischen Einheiten, wie z. B. die griechische Phalanx, relativ unbeweglich und damit für Flankierungen anfällig sind. Entscheidend ist für einen Erfolg, dass der Gegner diese Absicht erst bemerkt, wenn es zu spät für Umgruppierungen ist, da er sonst einfach den bedrohten Flügel verstärkt oder sogar den Spieß umdreht und den zurückhängenden schwachen Flügel angreift. Als seit dem späten 18. Jahrhundert die Möglichkeiten zur Schlachtfeldaufklärung immer besser wurden, geriet die Taktik daher außer Gebrauch.

## Geschichte
Die früheste nachgewiesene Anwendung der Schiefen Schlachtordnung erfolgte durch den thebanischen Feldherrn Epaminondas in der Schlacht bei Leuktra im Jahr 371 v. Chr. im Konflikt zwischen Sparta und Theben. Von 700 Spartiaten starben 400, auch König Kleombrotos I.
Die Phalanx-Taktik war besonders für die Unterlegenen sehr verlustreich und führte meist früh eine Entscheidung herbei. Traditionell wurden dabei die besten Einheiten auf dem jeweils eigenen rechten Flügel aufgestellt, die dadurch auf die qualitativ schlechtesten Einheiten des Gegners an dessen linken Flügel treffen. Häufig kam es dadurch zu einem Erfolg des eigenen rechten und einer Niederlage des linken Flügels und einer anschließenden Entscheidung im Zentrum nach Einschwenken der beiden rechten Flügel. Verstärkt wurde dies noch durch den Effekt, dass während des Vormarsches der Phalanx sich deren Masse von links nach rechts verlagerte, mithin der rechte Flügel dichter und schwerer wurde und eine größere Angriffswucht erzielte. Historiker wie Peter Connolly führen dies auf eine sehr menschliche Eigenschaft zurück: der Hoplit trug seinen Schild am linken Arm, deckte also mit dem eigenen Schild seine linke Körperhälfte und die rechte Schulter des linken Nachbarn, wie auch seine eigene rechte Schulter durch den Hoplon seines rechten Nachbarn geschützt wurde. In der Bewegung bestünde nun eine natürliche Neigung, sich nach rechts in den Schutz des Nachbarschildes zu bewegen. Dieses Phänomen wird auch bei Thukydides beschrieben. Der rechte Flügel der Phalanx hatte somit eine „natürliche“ Überlegenheit, die von den Griechen durch die Positionierung der besten Einheiten an diesem „ehrenhaften“ Flügel (der ja die Schlacht meist gewann) noch verstärkt wurde.
Bei Leuktra drehten die Thebaner diesen Effekt nun um, indem sie ihren linken Flügel tiefer und dichter staffelten und mit Eliteeinheiten besetzten, sowie den linken Flügel weiter vorne marschieren ließen. Der überraschend starke linke Flügel der Thebaner traf nun (noch vor dem Zusammenprall der restlichen Phalanx) auf den rechten Flügel der Spartaner und überrannte diesen förmlich. Nach dieser Niederlage des elitären rechten Flügels (wo auch der spartanische König gestanden hatte) brach der schwächere Rest der spartanischen Schlachtordnung schnell zusammen.
Die Schiefe Schlachtordnung wurde später von Philipp II. von Makedonien übernommen und mittels der Makedonischen Phalanx und vor allem einer überlegenen Reiterei perfektioniert. Eine modifizierte Form dieser Taktik wandte auch Hannibal wiederholt an. Caesar gelang mit der Anwendung der Schiefen Schlachtordnung der Sieg in der Schlacht von Pharsalos über ein zahlenmäßig weit überlegenes republikanisches Heer; er beendete damit den Bürgerkrieg gegen Pompeius.
Auch Friedrich der Große gewann am 5. Dezember 1757 die Schlacht von Leuthen durch einen Scheinangriff und eine Schiefe Schlachtordnung, indem er auf seinem rechten Flügel 20 Bataillone im Abstand von 50 Metern insgesamt etwa 1000 Meter zurückversetzt positionierte und nach dem erfolgreichen Flankenangriff das feindliche Heer seitlich aufrollte.